# Melikertész

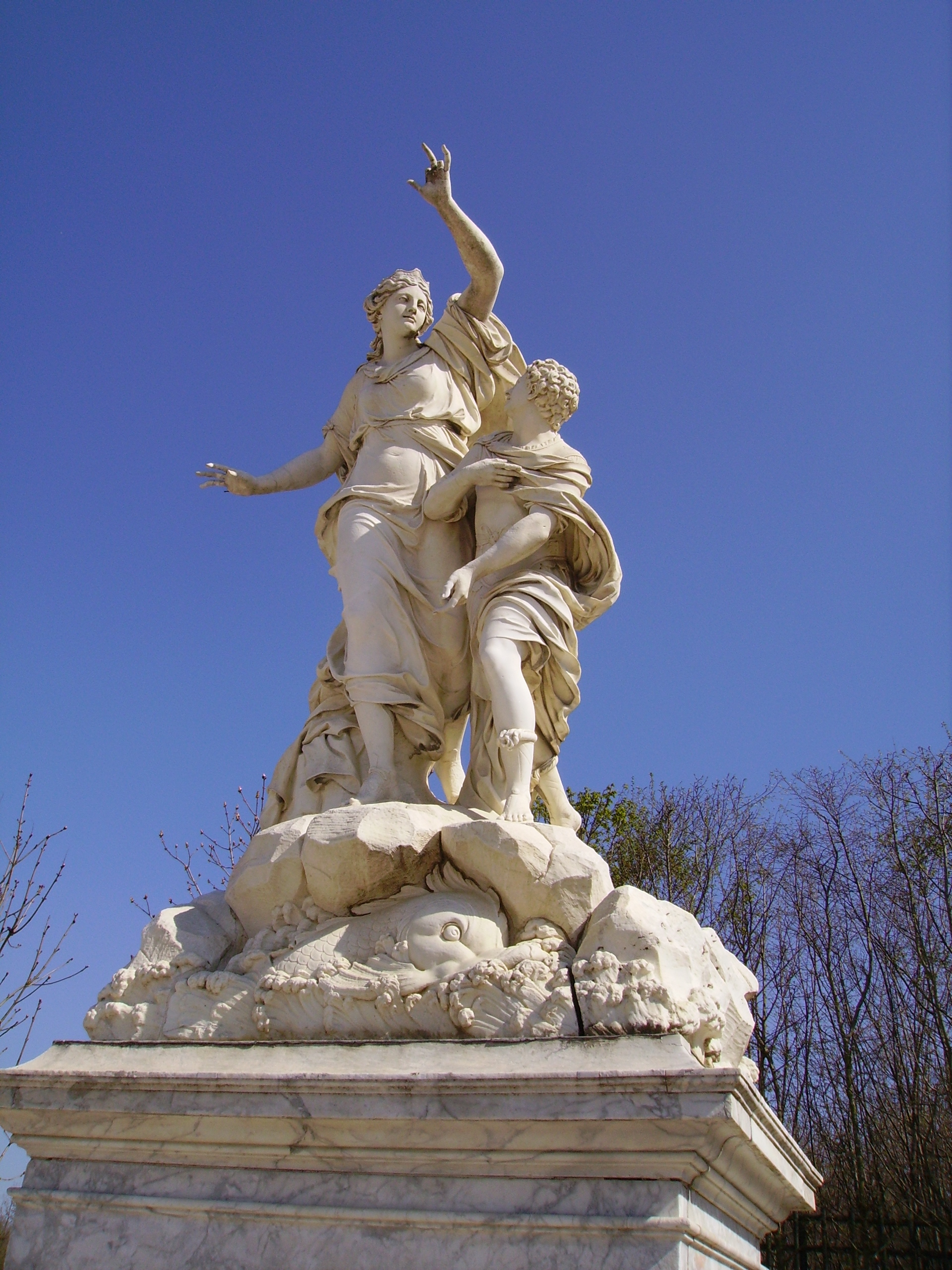
Melikertész és Inó szobra, Pierre Granier (1655–1715) alkotása

Melikertész (ógörögül: Μελικέρτης – Melikertész, latinul: Melicertes) a görög mitológiában Athamasz és Inó kisebbik fia, akivel együtt tébolyult anyja egy szikláról a tengerbe vetette magát. Az istenek Melikertészt Palaimón néven a bajba jutott hajósok védőistenévé változtatták, Rómában pedig Portunus lett a neve. Az egyik monda szerint Melikertész holttestét egy delfin elvitte a Korinthoszi-földszorosig, ahol hódolattal Melikertész-Palaimónt, és az ő tiszteletére alapították az iszthmoszi játékokat.
A legenda valószínűleg a föníciai Melkartra vezethető vissza.